# Vicky Cristina Barcelona
Vicky Cristina Barcelona is een Amerikaanse romantische komedie uit 2008 geschreven en geregisseerd door Woody Allen.
Actrice Penélope Cruz won een Oscar voor haar bijrol als de extreme Maria Elena. Daarnaast kreeg de productie meer dan dertig andere filmprijzen toegekend, waaronder een Golden Globe voor beste 'komedie of musical', Film Independent Spirit Awards voor zowel het script als Cruz en ook zowel een BAFTA Award als een Goya voor Cruz. Een verteller (Christopher Evan Welch) praat de diverse scènes aan elkaar. 

## Verhaal
Vicky (Rebecca Hall) en Cristina (Scarlett Johansson) zijn hartsvriendinnen, maar karaktertechnisch elkaars volstrekte tegenpolen. Ze reizen samen naar Barcelona om er de zomer door te brengen. Vicky houdt van zekerheid en wil er ter plekke haar masterstudie 'Catalaans leven' afmaken voor ze met haar verloofde Doug (Chris Messina) trouwt. Cristina weet nog niet wat ze met haar leven wil en houdt van spontane opwellingen en passievolle liefde zonder vooruit te kijken. Zij vindt vooral de verandering van omgeving leuk en is geïnteresseerd in de plaatselijke cultuur. Ze zijn samen naar Spanje gekomen op uitnodiging en als gasten van het al een tijd getrouwde echtpaar Mark (Kevin Dunn) en Judy Nash (Patricia Clarkson).
Wanneer Vicky en Cristina ergens samen aan een tafeltje zitten, worden ze aangesproken door de bohemiene schilder Juan Antonio Gonzalo (Javier Bardem). Hij doet ze direct een ongewoon voorstel. Hij wil dat beide meisjes één uur later met hem meegaan naar Oviedo om er samen te genieten van de plaatselijke cultuur, lekker te eten én samen het bed te delen. Vicky piekert er niet over en laat daar geen onduidelijkheid over bestaan. Cristina is wél in voor een avontuur en haalt haar vriendin over om mee te gaan. Die geeft toe, maar gaat mee voor de cultuur en het eten, niet voor seks. Zodoende gaat Vicky 's avonds naar haar hotelkamer en Cristina naar die van Gonzalo. Voor er iets gebeurt, krijgt ze last van haar maagzweer en is ze gedwongen enkele dagen in bed uit te zieken.
Met Cristina ziek in bed, brengen Vicky en Gonzalo de rest van het weekend samen door. Hij laat haar de bezienswaardigheden van Oviedo zien, ze voeren filosofische gesprekken over leven en liefde en hij stelt haar voor aan zijn vader. Ze groeien steeds meer naar elkaar toe en op de laatste dag van het weekend gaat Vicky met een wijntje op naar bed met Gonzalo. Ze zwijgen hier allebei over tegen Cristina en gaan met zijn drieën terug naar Barcelona.
Twee weken later komt Doug naar Barcelona om in het geheim eerder dan gepland met Vicky te trouwen in Spanje. De 'échte' bruiloft doen ze in de Verenigde Staten nog wel een keer over, maar dit lijkt hem een mooi romantisch verhaal om te kunnen vertellen aan zijn zakenrelaties. Gonzalo laat Vicky met rust en blijft afspreken met Cristina. De twee krijgen een relatie en na verloop van tijd trekt zij bij hem in. Ze gaat zich helemaal op haar plaats voelen in zijn levensstijl. Dan wordt hij opgebeld met de mededeling dat zijn ex-vrouw Maria Elena (Penélope Cruz) een zelfmoordpoging heeft gedaan. Hij vertrekt en komt even later terug met Maria Elena en deelt mee dat zij een tijd blijft logeren in het gastenverblijf. De Spaanse ziet de nieuwe vriendin van haar ex-man in het begin helemaal niet zitten, maar ontdooit langzaam voor haar. Het huwelijk tussen Gonzalo en Maria Elena liep stuk vanwege hun slaande ruzies, maar met Cristina erbij kan iedereen prima met elkaar overweg. Er ontstaat zodoende een driehoeksverhouding tussen zowel Gonzalo en beide vrouwen als tussen de vrouwen onderling. Ondertussen krijgt de inmiddels getrouwde Vicky Gonzalo ook niet meer uit haar hoofd.

## Rolverdeling
- Rebecca Hall - Vicky
- Scarlett Johansson - Cristina

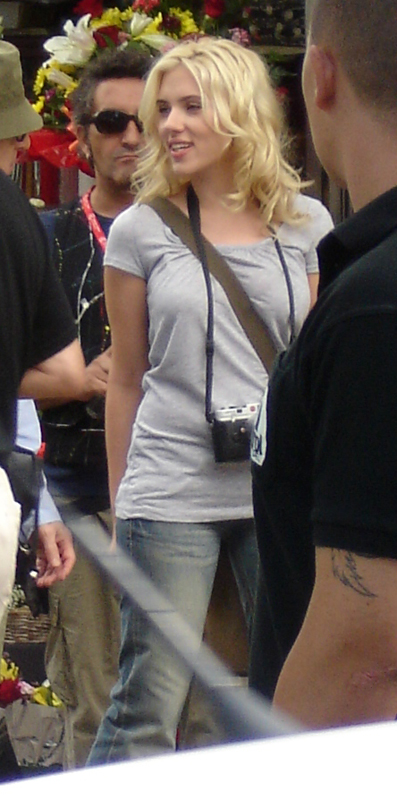
Johansson tijdens het filmen in Barcelona

- Javier Bardem - Juan Antonio Gonzalo
- Penélope Cruz - María Elena
- Patricia Clarkson - Judy Nash
- Kevin Dunn - Mark Nash
- Chris Messina - Doug
- Carrie Preston - Sally
- Abel Folk - Jay